# 塩そぼろ
塩そぼろは、豚肉と牛肉の合挽き肉を使ったそぼろの一種である。
料理研究家の浜内千波が考案し、TBSのテレビ番組『はなまるマーケット』で紹介された。この放送によりYahoo! JAPAN「2008上半期検索ワードランキング」4月度の6位にランクインした。
塩味が付いていることで調味料としても使えること、ゆでることで肉の脂を落としてあるので低カロリーで冷凍しても固まらない点、さらに冷凍のまま使用できる点が長所となっている。

## 製法
1. 玉ねぎをみじん切りにする。
2. フライパンに沸かしたお湯に合挽き肉を入れかき混ぜ、白くなったところでざるに揚げ湯切りをする。
3. 合い挽き肉と玉ねぎを合わせ、塩・砂糖・酒で調味し、中火で水気がなくなるまで空炒りする。